# トキノマニ
『トキノマニ』は、2006年1月27日にInfinity Recordsからリリースされた、奥井亜紀のアルバム。

## 解説
- 今作はInfinity Recordsからリリースされた最後のオリジナルアルバムである。（ミニアルバムの『pp』があるが、こちらは一般販売化された作品であるため、実質的には今作が最後となる）
- サウンドプロデュースはtrico!（良原リエ）とsmall colorのオオニシユウスケが担当している。
- アルバムタイトルの由来は、「時の間に、歌はゆっくりとしみ込んで行く」というメッセージから名付けられた[1]。
- ミニアルバム『pp』にも収録されている「pp（ピアニシモ）」は、本作ではオリジナル・バージョンとして収録されている。

## キャッチコピー
私はうたう。

## 収録曲
1. シロイカラス
2. pp（ピアニシモ）
3. 雪のひとひら
4. ジグソーパズル
5. 紫陽花
6. 風紋
7. melody
8. 特別試乗会
9. ゆびきりげんまん
10. 花冠

作詞・作曲：奥井亜紀

## 参加ミュージシャン
- trico!（良原リエ）　ローズ、ピアノ、アコーディオン
- オオニシユウスケ　ギター